# Benetton Rugby Treviso 2018-2019

## Rosa

### Permit players
- Damiano Borean (TL)
- Niccolò Cannone (SL)
- Michele Lamaro (TL)
- Ludovico Manni (TL)
- Michele Mancini Parri (PL)
- Riccardo Brugnara (PL)
- Andrea de Masi (TQ)
- Massimo Cioffi (ES)
- Leonardo Mantelli (MA)
- Matteo Canali (SL)
- Luca Crosato (MM)